# Fadogia chlorantha
Fadogia chlorantha är en måreväxtart som beskrevs av Karl Moritz Schumann. Fadogia chlorantha ingår i släktet Fadogia och familjen måreväxter.

## Underarter
Arten delas in i följande underarter:
- F. c. chlorantha
- F. c. thamnus